# Muzio Mattei
Muzio Mattei (Roma, 1544 – Roma, luglio 1619) è stato un nobile e politico italiano. Figlio di Ludovico II, del ramo di Paganica della casata romana dei Mattei, contribuì a incrementare il prestigio della sua famiglia sostenendo diverse iniziative politiche e culturali dei papi e della Chiesa romana, accumulando però al contempo numerosi debiti che gravarono sulla sua discendenza.

## Biografia
Muzio e suo fratello, Fabio, avevano ereditato congiuntamente, come era usanza di famiglia, le proprietà del padre Ludovico e dello zio Giacomo. I due fratelli decisero tuttavia di rompere con la tradizione familiare e di dividere in maniera chiara e definitiva tra di loro i beni ereditati. Gli atti di divisione furono firmati tra il 29 luglio 1580 e il 13 marzo 1581 e la procedura fu convalidata dal loro cugino, il cardinale Girolamo Mattei, che agì in veste di Auditor Camerae, perito e "persona privata, consanguineo e amico". La separazione dei beni tra Muzio e Fabio fu decisa per poter meglio amministrare il vasto patrimonio di famiglia, e non già a causa di dissidi o contrasti personali tra i due eredi, di cui non sembra esserci traccia nelle fonti dell'epoca.
Dagli accordi Muzio ottenne il Palazzo di Giacomo Mattei e il cosiddetto palazzetto all'Olmo (all'angolo tra le odierne via delle Botteghe Oscure e via di Paganica, che sarà in seguito venduta ai figli di Ciriaco Mattei) tra i possedimenti urbani, e le tenute della Casetta Mattei e del Trullo tra quelli extraurbani.
Sposò Lucrezia Bandini, figlia del ricco banchiere fiorentino Pierantonio, dalla quale ebbe nove figli, tra cui tre maschi: Orazio (avviato alla carriera ecclesiastica), Ludovico (destinato a portare avanti il nome di famiglia) e Giacomo.
Come diversi altri membri della sua famiglia prima di lui, Muzio fu eletto conservatore di Roma, arrivando a ricoprire tale carica per ben cinque volte (nel 1577, 1588, 1599, 1604 e 1608).
Nel corso della sua vita, Muzio non ebbe lo stesso fiuto per gli affari e le stesse capacità amministrative dei suoi avi. Al contrario le sue azioni furono principalmente volte ad aumentare il suo prestigio e quello della sua famiglia, spesso a discapito della stabilità economica: investì ingenti somme per favorire la carriera ecclesiastica del figlio Orazio e coprire le spese dei suoi viaggi; diede in sposa tutte e sei le proprie figlie a membri di importanti famiglie della nobiltà romana, fornendo a ciascuna una ragguardevole dote; si fece finanziatore in prima persona di numerose opere pubbliche e private della Roma di fine Cinquecento (vedi sotto la sezione finanziatore e committente). Queste attività portarono numerosi debiti nelle casse dei Mattei di Paganica, costringendo i discendenti di Muzio a modificare in maniera anche radicale la gestione del patrimonio familiare.
Muzio morì a Roma nel luglio del 1619. Nel congedarsi dai figli, li benedisse e li esortò "a conservare sempre fra di loro unione e pace e trattarsi e sovvenirsi l’un l’altro come conviene a cavalieri di honore et a buoni et amorevoli fratelli".

## Altre attività

### Guardiano del ghetto
Benché Muzio e la sua famiglia fossero di religione cattolica, essi vivevano nella zona del rione Sant'Angelo che costituì il ghetto di Roma, dove viveva la maggior parte degli ebrei della città. Per questo motivo, quando papa Paolo IV decise di costruire un muro intorno al ghetto, nel 1555, e di obbligare la popolazione ebraica a risiedere al suo interno, Muzio ricevette la chiave di una delle porte.

### Finanziatore e committente

#### Fontana delle Tartarughe

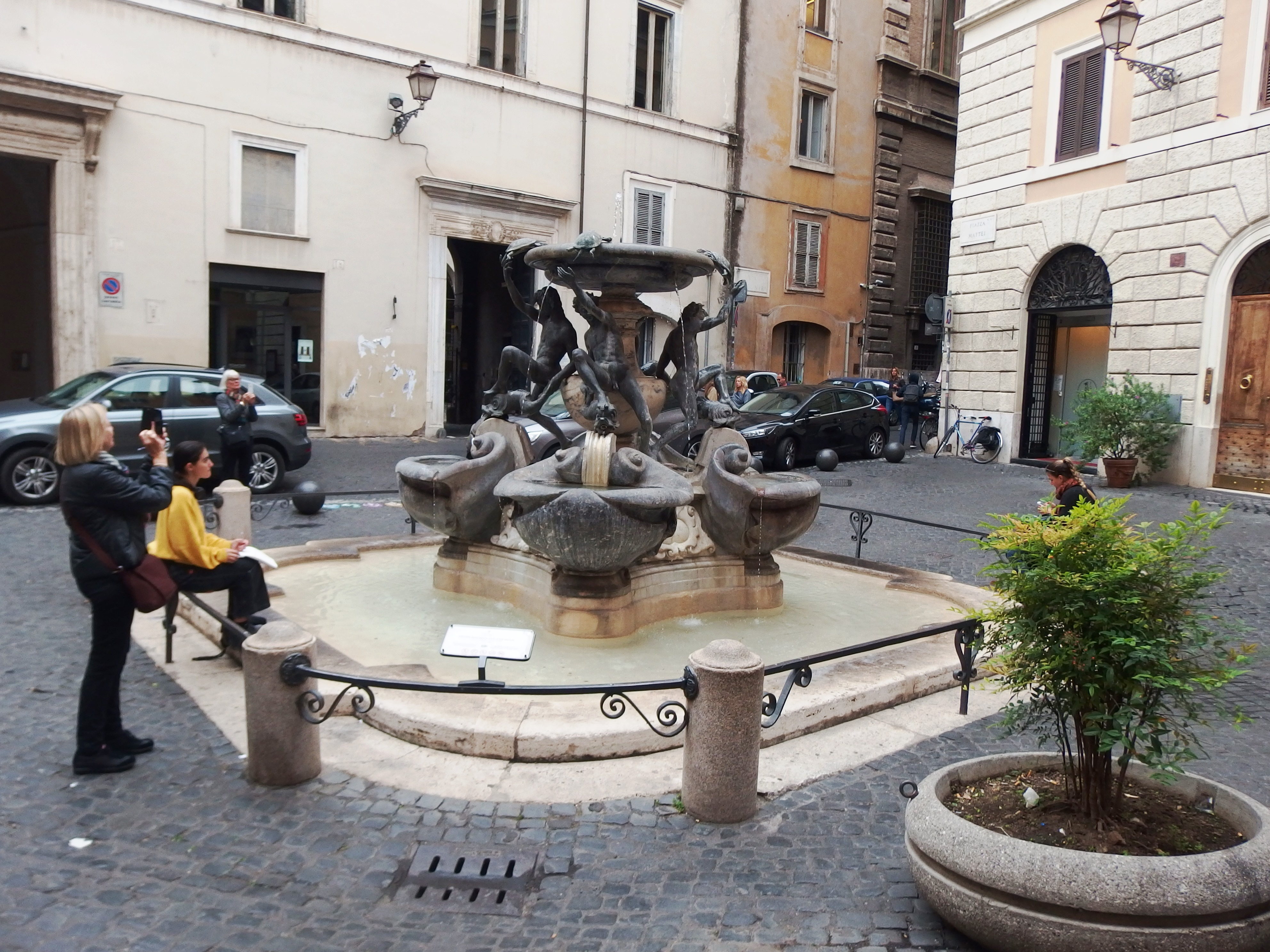
La Fontana delle Tartarughe e la famosa finestra murata (in alto a sinistra)

Tra il 1580 e il 1585, il Mattei commissionò una delle fontane più famose di Roma, la Fontana delle Tartarughe, di fronte alla sua residenza. In un progetto originario del 1570 la nuova fontana avrebbe dovuto essere collocata nei pressi del Teatro di Marcello, in Piazza Giudea, sede di un mercato del ghetto. Tuttavia il Mattei, che era stato nominato membro del comitato che avrebbe dovuto scegliere il luogo della costruzione, usò la sua influenza e il suo denaro affinché il sito della futura fontana fosse spostato in una piccola piazza (oggi piazza Mattei) antistante il palazzo della sua famiglia. Muzio si offrì anche di pagare per far adeguatamente ripavimentare la piazza e di occuparsi della manutenzione del monumento (che il signor Mutio Matthei si obblighi a far mattonare [...] a sue spese et tener netta la fonte).
Una leggenda popolare romana racconta che il Mattei, rovinato dal gioco d'azzardo, ordinò che la fontana fosse costruita durante la notte per impressionare il ricco padre di una donna che desiderava sposare, il quale dubitava delle sue capacità economiche. La mattina dopo aprì la finestra del suo palazzo e mostrò la fontana al futuro suocero. L'uomo, impressionato, avrebbe quindi acconsentito alle nozze e il Mattei, per ricordare l'evento, fece murare la finestra che dava sulla fontana, così che nessuno potesse più vederla dallo stesso punto in cui era stata osservata per la prima volta. Tale finestra affacciata sulla fontana è a tutt'oggi murata.

#### Progetti al Quirinale

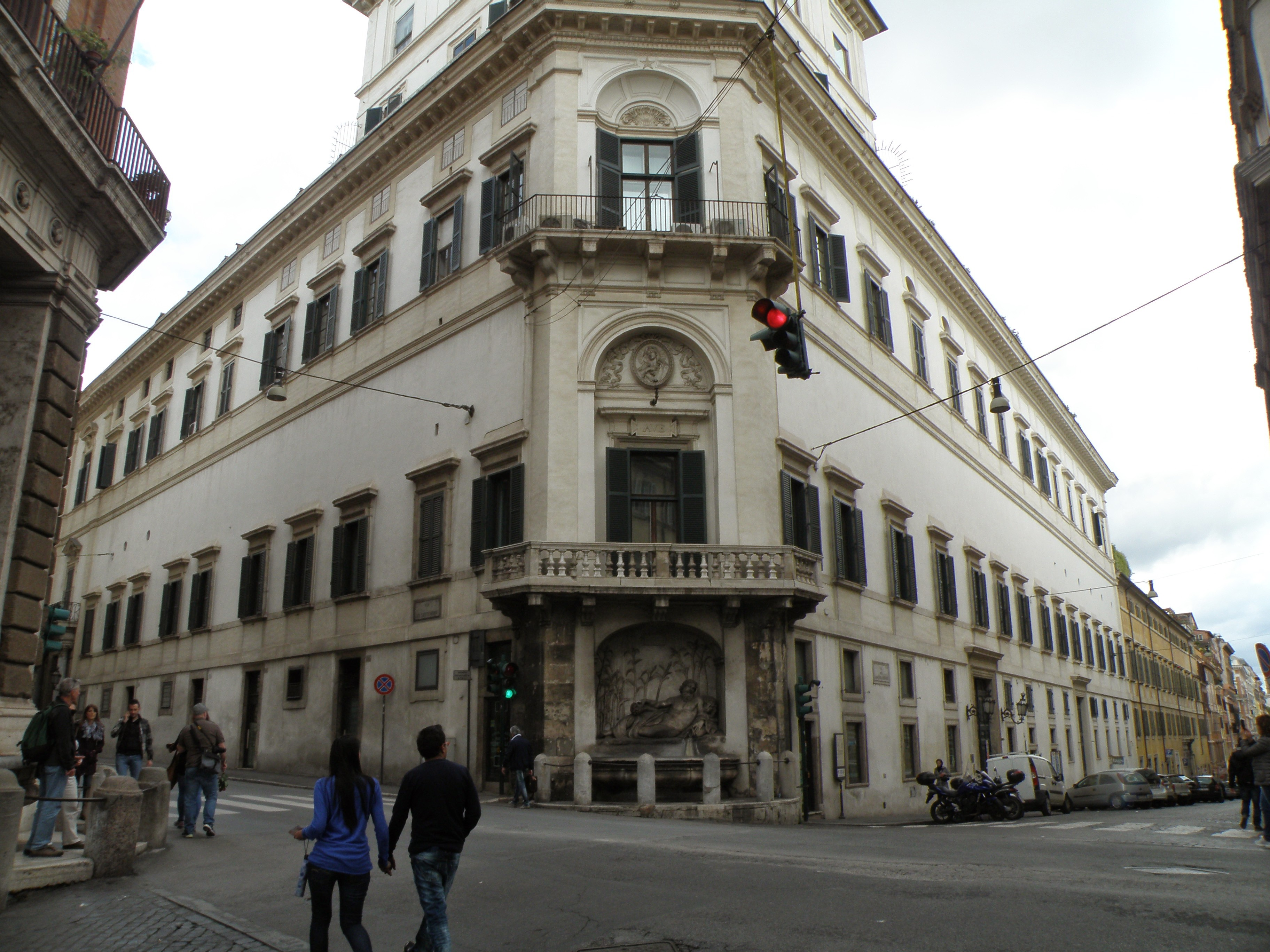
Palazzo Mattei-Albani-Del Drago alle Quattro Fontane

Sembra che Muzio sia stato il finanziatore e/o il direttore dei lavori per una serie di progetti commissionati da papa Sisto V, tra i quali la costruzione delle Quattro Fontane di Roma, nel 1587, che sorsero su un terreno di sua proprietà sul Quirinale. Sullo stesso sito, tra il 1587 e il 1590, fece costruire una nuova lussuosa residenza per sé, oggi nota come Palazzo Mattei-Albani-Del Drago.
Nel 1611, vendette ai Trinitari Scalzi una parte dei terreni antistanti il suo nuovo palazzo, sui quali verranno successivamente edificati la chiesa del San Carlino e il convento dell'ordine.

#### Funerale di Alessandro Farnese
Nel 1592, Muzio si fece carico delle non insignificanti spese della cerimonia funebre e delle onoranze municipali riservate al grande condottiero Alessandro Farnese. Questa decisione fu motivata sia dall'amicizia che intercorreva all'epoca fra i Mattei e i Farnese, sia dal prestigio che sarebbe derivato per Muzio dall'organizzazione di un sontuoso funerale per un membro di una delle famiglie più potenti di Roma.

## Ascendenza
|                       |                      |                        | Genitori             |  |  | Nonni |  |  | Bisnonni          |  |  | Trisnonni      |  |
|                       |                      |                        |                      |  |  |       |  |  | Ludovico I Mattei |  |  | Giacomo Mattei |  |
|                       |                      |                        |                      |  |  |       |  |  | Ludovico I Mattei |  |  | Giacomo Mattei |  |
|                       |                      | Giacoma Tomarozzi      |                      |  |  |       |  |  | Ludovico I Mattei |  |  |                |  |
| Pietro Antonio Mattei |                      |                        |                      |  |  |       |  |  | Ludovico I Mattei |  |  |                |  |
|                       |                      | Giovanna Capodiferro   | Marcello Capodiferro |  |  |       |  |  |                   |  |  |                |  |
|                       |                      | Giovanna Capodiferro   | Marcello Capodiferro |  |  |       |  |  |                   |  |  |                |  |
|                       |                      | Giovanna Capodiferro   | …                    |  |  |       |  |  |                   |  |  |                |  |
| Ludovico II Mattei    |                      | Giovanna Capodiferro   |                      |  |  |       |  |  |                   |  |  |                |  |
|                       |                      | Federico Capodiferro   | …                    |  |  |       |  |  |                   |  |  |                |  |
|                       |                      | Federico Capodiferro   | …                    |  |  |       |  |  |                   |  |  |                |  |
|                       |                      | Federico Capodiferro   | …                    |  |  |       |  |  |                   |  |  |                |  |
| Antonina Capodiferro  |                      | Federico Capodiferro   |                      |  |  |       |  |  |                   |  |  |                |  |
|                       |                      | Virginia               | …                    |  |  |       |  |  |                   |  |  |                |  |
|                       |                      | Virginia               | …                    |  |  |       |  |  |                   |  |  |                |  |
|                       |                      | Virginia               | …                    |  |  |       |  |  |                   |  |  |                |  |
| Muzio Mattei          |                      | Virginia               |                      |  |  |       |  |  |                   |  |  |                |  |
|                       | Bartolomeo Capranica | Agapito Capranica      |                      |  |  |       |  |  |                   |  |  |                |  |
|                       | Bartolomeo Capranica | Agapito Capranica      |                      |  |  |       |  |  |                   |  |  |                |  |
|                       | Bartolomeo Capranica | Margherita Santacroce  |                      |  |  |       |  |  |                   |  |  |                |  |
| Camillo Capranica     | Bartolomeo Capranica |                        |                      |  |  |       |  |  |                   |  |  |                |  |
|                       |                      | Costanza Leni          | …                    |  |  |       |  |  |                   |  |  |                |  |
|                       |                      | Costanza Leni          | …                    |  |  |       |  |  |                   |  |  |                |  |
|                       |                      | Costanza Leni          | …                    |  |  |       |  |  |                   |  |  |                |  |
| Lucrezia Capranica    |                      | Costanza Leni          |                      |  |  |       |  |  |                   |  |  |                |  |
|                       |                      | Bartolomeo Della Valle | Filippo Della Valle  |  |  |       |  |  |                   |  |  |                |  |
|                       |                      | Bartolomeo Della Valle | Filippo Della Valle  |  |  |       |  |  |                   |  |  |                |  |
|                       |                      | Bartolomeo Della Valle | Girolama Margani     |  |  |       |  |  |                   |  |  |                |  |
| Faustina Della Valle  |                      | Bartolomeo Della Valle |                      |  |  |       |  |  |                   |  |  |                |  |
|                       |                      | Cristina Rustici       | Marcello Rustici     |  |  |       |  |  |                   |  |  |                |  |
|                       |                      | Cristina Rustici       | Marcello Rustici     |  |  |       |  |  |                   |  |  |                |  |
|                       |                      | Cristina Rustici       | Ludovica Alberini    |  |  |       |  |  |                   |  |  |                |  |
|                       |                      | Cristina Rustici       |                      |  |  |       |  |  |                   |  |  |                |  |